# G.722
G.722 — широкосмуговий Голосовий кодек стандарту ITU-T, що працює зі швидкістю 48, 56 і 64 кбіт/с. Технологія кодека заснована на АДІКМ. Цей стандарт був прийнятий в 1988 р. і в даний час сильно застарів.
G.722.1 — це новіша версія кодека G.722 від 1999 р. Він призначений для стиснення широкосмугового аудіо сигналу і базується на третьому поколінні технології стиснення Siren® від компанії Polycom. Цей стандарт забезпечує широкосмуговий аудіо сигнал, ближчий за якістю до FM-радіо, ніж до звичайного телефону.
G. 722.1 визначає роботу кодека на швидкостях 24 і 32 кбіт/с при ширині смуги пропускання 50 Гц — 7 кГц.
Кодек G.722.1 Annex C базується на патентованій технології Siren 14® від компанії Polycom. Якість аудіо сигналу наближена до CD. Цей алгоритм стиснення забезпечує надширокосмуговий аудіо сигнал 14 кГц при швидкостях передачі 24, 32 і 48 кбіт/с.
G.722.2 (2002 р.) — більш новий і часто використовуваний варіант кодека, також відомий як Adaptive Multi Rate — WideBand (AMR-WB) «Адаптивний, зі змінною швидкістю-широкосмуговий»; пропонує можливість швидкої зміни швидкості стиснення при зміні пропускної здатності мережі передачі даних.
G.722.2 визначає 9 різних режимів швидкості передачі від 6,6 кбіт/с до 23,85 кбіт/с. В Україні застосовується в мережах операторів стільникового зв'язку Kyivstar, Vodafone та Lifecell під назвою «Технологія VoLTE».
Підтримуються наступні швидкості передачі:
- В обов'язкових багатошвидкісних конфігураціях:
  - 6,60 кбіт/с (використовується в системах комутації каналів (circuit switched) в GSM і UMTS з'єднаннях; повинен використовуватися тільки тимчасово в разі поганого радіо з'єднання і не вважається призначеним для передачі широкосмугового мовного сигналу)
  - 8,85 кбіт/с (використовується в системах комутації каналів (circuit switched) в GSM і UMTS з'єднаннях; повинен використовуватися тільки тимчасово в разі поганого радіо з'єднання і не вважається призначеним для передачі широкосмугового мовного сигналу; забезпечує якість таку ж як і G. 722 при швидкості передачі 48 кбіт/с для якісної мови)
  - 12,65 кбіт/с (основна швидкість; використовується в системах комутації каналів (circuit switched) в GSM і UMTS з'єднаннях; пропонує відмінну якість аудіо-сигналу на цій і більш високих швидкостях передачі; забезпечує якість таку ж як і G.722 при швидкості передачі 56 кбіт/с для якісної мови)

- Більш високі швидкості для передачі мови в несприятливих умовах з підвищеними шумами, для спільної передачі мови і музики і для конференцій з безліччю учасників:
  - 14,25 кбіт/с
  - 15,85 кбіт/с
  - 18,25 кбіт/с
  - 19,85 кбіт/с
  - 23,05 кбіт/с (не призначений для повношвидкісних GSM каналів)
  - 23,85 кбіт/с (забезпечує якість таку ж як і G.722 при швидкості передачі 64 кбіт/с для якісної мови; не призначений для повношвидкісних GSM каналів).